# Objaw Argylla Robertsona

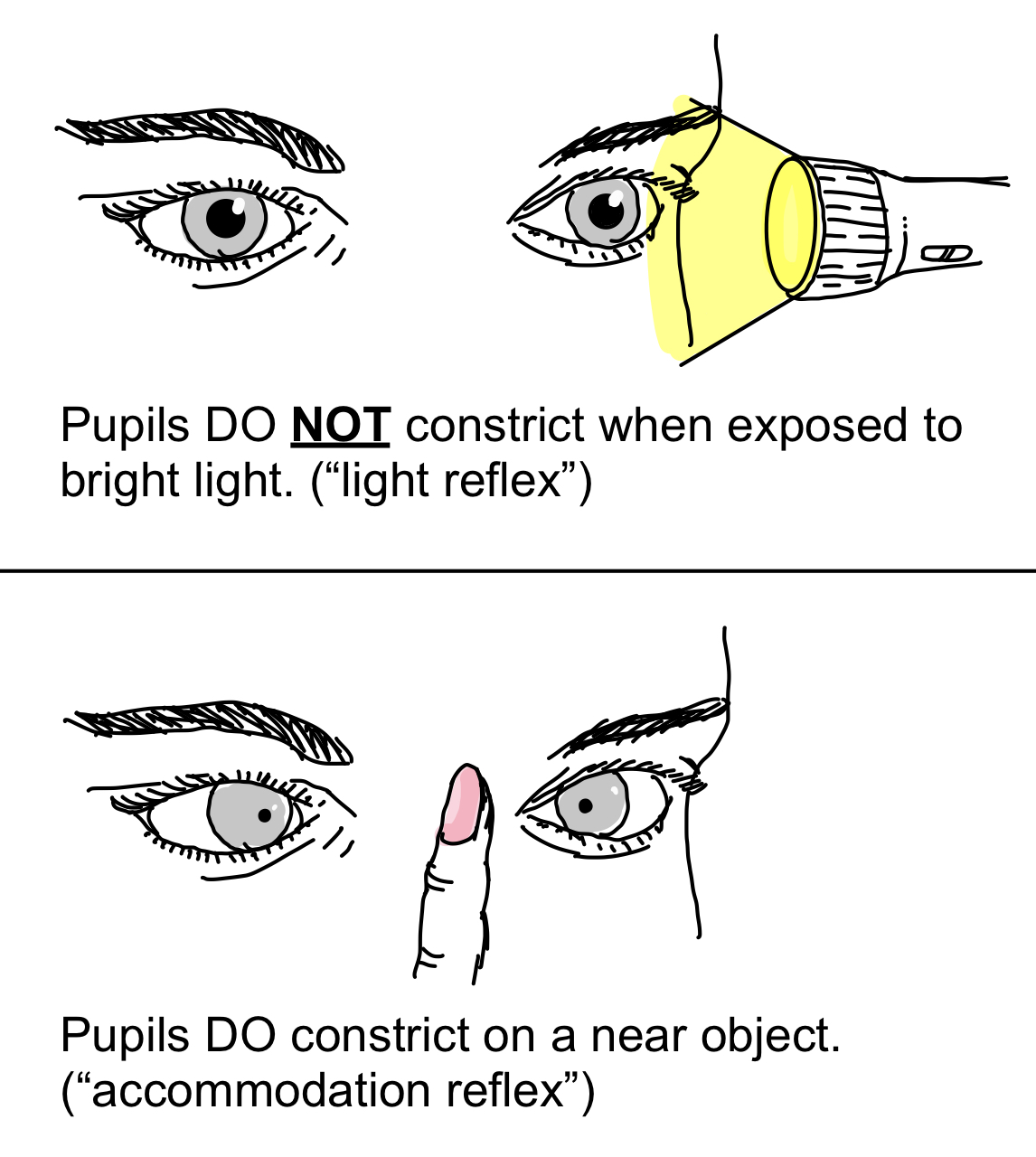
Przedstawienie graficzne objawu Argylla Robertsona

Objaw Argylla Robertsona – patologiczny objaw występujący podczas badania odruchów źrenicznych na światło i akomodacji.
Znamienne dla tego objawu cechy to:
- brak zwężenia źrenicy przy jej oświetleniu – brak bezpośredniej i konsensualnej reakcji źrenic na światło,
- prawidłowa reakcja źrenic (zwężenie) na zbliżający się przedmiot – zachowany odruch źrenic na zbieżność i nastawność,
- powolne rozszerzanie źrenic w ciemności,
- obuoczny charakter zmian.

Dodatni objaw Argylla Robertsona świadczy o uszkodzeniu dośrodkowej drogi odruchowej (zwykle okolicy okołowodociągowej śródmózgowia) przed osiągnięciem jądra nerwu III.
Do chorób wywołujących go należą:
- kiła trzeciorzędowa (wiąd rdzenia) – obecnie znaczenie praktycznie tylko historyczne,
- stwardnienie rozsiane,
- guzy szyszynki,
- encefalopatia cukrzycowa.

Obecność tego objawu pokazuje także, że w obrębie śródmózgowia włókna odruchu na światło są rozdzielone od włókien odruchu na akomodację.

## Historia
Nazwa objawu upamiętnia jego odkrywcę, szkockiego okulistę i chirurga Douglasa Argylla Robertsona (1837-1909). W 1869 napisał dwa artykuły opisujące objaw u pacjentów z kiłą.